# Sypna ludifica
Sypna ludifica är en fjärilsart som beskrevs av Swinhoe 1915. Sypna ludifica ingår i släktet Sypna och familjen nattflyn. Inga underarter finns listade i Catalogue of Life.